# Tempête Quinten
Pour les articles homonymes, voir Tempête (homonymie).
Quinten est le nom donné par les services météorologiques allemands à une tempête hivernale qui s'est abattue sur une large moitié nord de la France ainsi que sur la Suisse et la Belgique entre les 9 et 10 février 2009. Dans ses premiers bulletins d'alerte, Météo-France la qualifie de « Tempête d'une intensité et d'une ampleur peu commune » tout en la considérant comme « moins intense » que la tempête Klaus.
En France, les régions littorales ont été parmi les plus touchées, notamment la Bretagne, les Pays de la Loire et Poitou-Charentes. Au maximum de la tempête, des rafales de 141 km/h sont relevées sur la pointe du Raz (Finistère) et sur l'île d'Yeu (Vendée), de 137 km/h sur l'île d'Oléron (Charente-Maritime) et au Cap-Ferret (Gironde). En se décalant dans l'intérieur des terres, des vents tempétueux atteignant les 120 à 130 km/h sont relevés localement.

## Description du phénomène
Une onde barocline s'est développée sur l'océan Atlantique, avec une dépression en basses couches au nord-ouest des Açores. 
Le site de l'association météorologique Infoclimat explique que la dépression a profité d'une situation barocline marquée à l'avant d'un thalweg plongeant sur l'ouest de l'océan contenant une forte anomalie de tropopause.

## Vigilance météorologique

Carte de vigilance émise par Météo-France le 09/02/2009 à 19h10

A 19h, le 9 février 2009, 62 départements sont placés en vigilance orange par Météo-France, record de départements classés simultanément en vigilance orange pour ce type de phénomène à l'époque.
Le Ministère de l'Intérieur met alors en place quatre sections de la Sécurité civile, soit 108 hommes et 30 véhicules tout terrain, prépositionnés dans les départements de la Vendée et de la Charente-Maritime 
La Belgique est elle aussi placée en état d'alerte par l'Institut Royal Météorologique.

## Déroulement des intempéries
Au soir du 9 février, la dépression Quinten se situe au sud-ouest des côtes britanniques, engendrant les premières rafales de vent sur les côtes bretonnes. Peu après 19 heures, on relève déjà des valeurs supérieures à 100 km/h sur l'île de Groix (108 km/h) et à Belle-Île (107 km/h). Tandis que le cœur de la dépression se creuse pour atteindre 980 hectopascals, les intempéries atteignent le littoral de la Loire-Atlantique et de la Vendée aux alentours de 20 heures. On enregistre alors des rafales atteignant les 126 km/h sur l'île d'Yeu et 118 km/h à la pointe de Chemoulin. Dans le même temps et pour la première fois depuis 1974, les aéroports parisiens de Roissy, d'Orly et du Bourget sont fermés sur ordre de la Direction générale de l'Aviation civile afin de prévenir tout incident à l'approche de la tempête. 250 vols sont différés, 3 000 clients sont logés dans des chambres d'hôtel louées par la compagnie Air France. 
À 23 heures, on relève les premières bourrasques sur la côte charentaise. Le vent atteint 119 km/h au niveau du Phare de Chassiron, 110 km/h à Royan, 107 km/h à La Rochelle. Dans le même temps, Bretagne et Vendée continuent d'enregistrer des valeurs du même ordre. Aux rafales de sud-ouest qui s'abattent sur l'arc atlantique succèdent des vents de nord-nord-ouest sur le littoral breton.
Vers minuit, la dépression se creuse encore légèrement, atteignant 976,5 hectopascals au cap de la Hague. On enregistre 141 km/h à la pointe du Raz et 137 km/h sur l'île d'Oléron. Sur le littoral charentais, les vents tournent à l'ouest, atteignant 119 km/h à La Rochelle et 113 km/h à Royan. Au Cap-Ferret, en Gironde, les rafales atteignent 137 km/h dans le courant de la nuit. Dans les terres, on enregistre un maximum de 135 km/h à Fontenay-le-Comte, 126 km/h à La Roche-sur-Yon, 124 km/h à Poitiers. La chute de six lignes à 225 000 volts et de 14 lignes à haute-tension cause les premières interruptions de courant dans plusieurs départements de l'ouest, notamment en Vendée et en Charente-Maritime. Dans ce dernier département, des rafales de 140 km/h sont relevées sur le littoral.
Dans le courant de la nuit, les pompiers procèdent à plus de 190 interventions dans le seul département de la Vendée, où une partie du chapiteau monté à l'occasion du Vendée Globe s'effondre aux Sables-d'Olonne. Un employé communal venu sécuriser la zone est blessé à cette occasion.
En début de matinée, les vents tempétueux gagnent le centre et l'Île-de-France, atteignant localement des valeurs proches de 130 km/h. 17 personnes sont blessées dans les départements de l'Indre, du Cher et du Loiret. On enregistre ainsi 130 km/h à Avord, 127 km/h à Bourges, 124 km/h à Châteauroux, 124 km/h à Orly.  Dans le même temps, ERDF relève près de 600 000 clients privés d'électricité, dont 260 000 sur la façade atlantique et 340 000 dans une zone allant de la Picardie à l'Auvergne.
À 10 heures, le trafic est rétabli dans les aéroports parisiens, tandis que les premières rafales atteignent l'est de la France et la Suisse. Dans la région de Berne, à la Petite Scheidegg, les vents atteignent jusqu'à 170 km/h. Un employé communal travaillant à Unterägeri est tué alors qu'il dégage une route. À Aarau, un arbre s'abat sur un groupe d'enfant, blessant sérieusement deux fillettes. Les vents soufflent en rafale à 122 km/h à Auxerre, 121 km/h à Mulhouse et 115 km/h à Troyes.
En Belgique, l'Institut bruxellois pour la gestion de l'environnement décide de fermer les parcs de la capitale à midi, alors que se renforcent les vents. À Anvers, un mur de dix mètres de haut s'effondre sur plusieurs voitures en stationnement.

## Vents et dégâts
Quelques relevés des stations météorologiques suisses et françaises.
| Pays   | Localité          | Vitesse  | Commentaires                            |
| ------ | ----------------- | -------- | --------------------------------------- |
| Suisse | Petite Scheidegg  | 170 km/h |                                         |
| France | Oderen            | 166 km/h | Station du Markstein à 1184m d'altitude |
| France | Pointe du Raz     | 141 km/h |                                         |
| France | île d'Yeu         | 141 km/h |                                         |
| France | Saint-Cast        | 138 km/h |                                         |
| France | île d'Oléron      | 137 km/h |                                         |
| France | Cap-Ferret        | 137 km/h |                                         |
| France | Fontenay-le-Comte | 135 km/h |                                         |
| France | Château-d'Olonne  | 133 km/h |                                         |
| France | Avord             | 130 km/h |                                         |
| France | La Souterraine    | 130 km/h |                                         |
| France | La Roche-sur-Yon  | 126 km/h |                                         |
| France | Orly              | 125 km/h |                                         |
| France | Poitiers          | 124 km/h |                                         |
| France | Niort             | 122 km/h |                                         |
| France | Auxerre           | 122 km/h |                                         |
| France | Nevers            | 119 km/h |                                         |
| France | Colmar            | 111 km/h |                                         |
| France | Dijon             | 109 km/h |                                         |
| France | Clermont-Ferrand  | 104 km/h |                                         |

En France, la vitesse de vent en rafales maximale a été atteinte à 141 km/h à la pointe du Raz en plaine ainsi que des rafales jusqu'à 166 km/h ont été enregistrées en moyenne montagne.